# Municipio de Pembrook
El municipio de Pembrook (en inglés: Pembrook Township) es un municipio ubicado en el condado de Edmunds en el estado estadounidense de Dakota del Sur. En el año 2010 tenía una población de 34 habitantes y una densidad poblacional de 0,38 personas por km².

## Geografía
El municipio de Pembrook se encuentra ubicado en las coordenadas 45°32′29″N 98°46′24″O / 45.54139, -98.77333. Según la Oficina del Censo de los Estados Unidos, el municipio tiene una superficie total de 90.34 km², de la cual 90,23 km² corresponden a tierra firme y (0,12 %) 0,11 km² es agua.

## Demografía
Según el censo de 2010, había 34 personas residiendo en el municipio de Pembrook. La densidad de población era de 0,38 hab./km². De los 34 habitantes, el municipio de Pembrook estaba compuesto por el 100 % blancos. Del total de la población el 0 % eran hispanos o latinos de cualquier raza.